# Антон Зефков
Антон Зефков (на немски: Anton Saefkow) е германски политик и борец от съпротивата, участвал в опита за убийство на фюрера Адолф Хитлер от 20 юли 1944 г.

## Биография

### Произход и младежки години
Антон Зефков е роден в Берлин в социалистическо семейство от работническата класа, а през 1920 г., докато е чирак в металопроизводството, се присъединява към младежкия комунистически съюз на Германия, чието ръководство в Берлин поема през 1922 г.
През 1927 г. става секретар на Комунистическата партия на Германия (КПГ) в Берлин, а след това в Дрезден. През 1932 г. Зефков се жени за Теодора Брей, която също е активна в нелегалната съпротива.

### Затвор
От април 1933 г. до април 1934 г. Зефков е в концентрационен лагер, последван от две години и половина в затвора Зутуас при тежък труд, последван от затваряне и в концентрационния лагер Дахау. Там той организира незаконна паметна служба за Едгар Андре и в резултат на това получава още две години лишаване от свобода.

### Съпротива
Освободен от затвора през юли 1939 г., Зефков се връща към незаконната политическа работа. В Берлин, след нападението над Съветския съюз през 1941 г., той изгражда най-голямата група за съпротива срещу НСДАП, наречена „оперативно лидерство на КПГ“.
През април 1944 г. Социалдемократът Адолф Райхвайн се свързва със Зефков, за да го включи в заговора от 20 юли, който се опитва да убие или по друг начин да свали Адолф Хитлер.

### Арест и екзекуция
През юли 1944 г. Зефков е арестуван, осъден на смърт на 5 септември и екзекутиран на 18 септември чрез гилотина в затвора Бранденбург-Гьорден в Бранденбург на Хафел.
Зефков оставя жена и две дъщери. Малко преди смъртта си, той пише на жена си: „С това писмо искам да ви благодаря, другарко, за величието и красотата, които ми даде в живота ни заедно... Не и до днес, написвайки тези редове, мислейки за всички вас, очите ми се навлажниха от присъдата, защото болката, която можеше да ме разкъса, ограничава разума... Знаеш ли, аз съм войнствен и умирам смело, само исках да правя добро...“

### Памет
На 2 февруари 1975 г. площад в Берлин е кръстен на Антон Зефков. В „Пренцлауер Берг“, зелено пространство е наречено „Антон-Зефков-парк“, където има и бюст. В Бранденбург на Хафел, улицата пред самия затвор, където Зефков и много други членове на антифашистката съпротива са екзекутирани, се казва Антон-Зефков-Але.